# Les soeurs Soleil
Les soeurs Soleil è un film del 1997 diretto da Jeannot Szwarc.